# R Tauri
R Tauri är en pulserande variabel av Mira Ceti-typ  i stjärnbilden Oxen. Stjärnan var den första i Oxens stjärnbild som fick en variabelbeteckning.
Stjärnan varierar mellan magnitud +7,6 och 15,8 med en period av 320,9 dygn.

## Fotnoter
1. ↑  Variabelstjärnornas beteckningar börjar med bokstäverna R-Z, därefter A-Q , följt av RR-ZZ och AA-QQ, varefter de börjar betecknas med bokstaven V och ett ordningsnummer, från och med V335.